# Robert Rossen
Robert Rossen (New York, 16 maart 1908 – Hollywood, 18 februari 1966) was een Amerikaans filmregisseur.

## Levensloop
Hij werd voor zijn films All the King's Men en The Hustler genomineerd voor in totaal vijf Academy Awards, zonder er één te winnen. Meer dan vijf andere filmprijzen werden hem daadwerkelijk toegekend, waaronder een Golden Globe voor beste regisseur (voor All the King's Men).
Rossen werd in zowel 1951 als 1953 opgeroepen om een verklaring af te leggen voor het House Committee on Un-American Activities. Hij maakte tijdens de eerste gelegenheid gebruik van zijn zwijgrecht, maar werd daarop op de Hollywood blacklist geplaatst op verdenking van communistische sympathieën. Na twee jaar zonder werk in de filmindustrie werd Rossen opnieuw opgeroepen. Ditmaal gaf hij toe dat hij van 1937 tot en met 1947 lid was geweest van de CPUSA. Daarbij noemde hij de namen van 57 anderen die volgens hem communist waren of geweest waren. Hij werd vervolgens van de zwarte lijst gehaald en kon weer aan het werk.
Rossen kreeg met echtgenote Sue drie kinderen, actrice Carol Eve, zoon Steven en dochter Ellen. Laatstgenoemde gaf hij een rolletje als Amytis in het door hemzelf geschreven, geregisseerde en geproduceerde Alexander the Great. Steven schreef het scenario van de in 1976 verschenen film Trial by Combat.

## Filmografie

### Als regisseur
- Lilith (1964)
- The Hustler (1961)
- They Came to Cordura (1959)
- Island in the Sun (1957)
- Alexander the Great (1956)
- Mambo (1954)
- The Brave Bulls (1951)
- All the King's Men (1949)
- Body and Soul (1947)
- Johnny O'Clock (1947)

### Als (mede)schrijver
- Lilith (1964)
- The Cool World (1964)
- The Hustler (1961)
- They Came to Cordura (1959)
- Alexander the Great (1956)
- Mambo (1954)
- All the King's Men (1949)
- Desert Fury (1947)
- Johnny O'Clock (1947)
- The Strange Love of Martha Ivers (1946)
- A Walk in the Sun (1945)
- Edge of Darkness (1943)
- Blues in the Night (1941)
- Out of the Fog (1941)
- The Sea Wolf (1941)
- Flight from Destiny (1941)
- A Child Is Born (1939)
- The Roaring Twenties (1939)
- Dust Be My Destiny (1939)
- Heart of the North (1938)
- Racket Busters (1938)
- Fools for Scandal (1938)
- They Won't Forget (1937)
- Marked Woman (1937)

### Als (co)producent
- Lilith (1964)
- The Hustler (1961)
- Alexander the Great (1956)
- The Brave Bulls (1951)
- All the King's Men (1949)
- The Undercover Man (1949)